# Радич, Сава
Сава Радич (серб. Сава Радић; 4 марта 1998, Ниш, Союзная Республика Югославия) — сербский футболист, защитник клуба «Чукарички».

## Карьера

### Клубная карьера
Сава является воспитанником клуба «Насьональ» из Ниша. В 2013 году он перешёл в молодёжную команду клуба «Чукарички», с которым через два года подписал первый трёхлетний профессиональный контракт.
В составе «Чукарички» защитник стал чемпионом Сербии 2016, что позволило его клубу принять участие в Юношеской лиге УЕФА 2016/17.
21 августа 2016 года Радич дебютировал в Суперлиге Сербии, выйдя в стартовом составе на матч с «Войводиной».

### Карьера в сборной
Сава в составе юношеской сборной Сербии (до 17 лет) играл во встречах отборочного раунда к чемпионату Европы 2015 в Болгарии. Вместе с юношеской сборной Сербии (до 19 лет) принимал участие в играх элитного раунда отбора к чемпионату Европы 2017.